# ニック・アダムス
ニック・アダムス（Nick Adams、本名：Nicholas Aloysius Adamshock、1931年7月10日 - 1968年2月7日）は、アメリカ合衆国の俳優。セント・ピーターズ・カレッジ卒。

## 来歴
- 1931年、アメリカ合衆国ペンシルベニア州生まれ[3]。父親はウクライナ出身の炭鉱夫で、生活は貧しく、炭鉱宿舎で育った。
- 1936年、5歳の折に、家族とともにニュージャージー州へ移る。
- 1948年、17歳の折にニューヨークを訪れた際に映画関係者に出会い、舞台で1年間演技の勉強をする。
- 1949年、貧しさから逃れたいと、ヒッチハイクをしてロサンゼルスに出て、映画界にアプローチを重ねる。
- 1951年、ペプシ・コーラのTVコマーシャルでデビュー。主に脇役で活躍する。
- 1952年、徴兵により沿岸警備隊に配属される。
- 1955年、退役し、ワーナー・ブラザースと契約。『理由なき反抗』に脇役で出演、明るいキャラクターでスタッフの人気者となる。
- 1959年、テレビシリーズ『The Rebel』で主役デビュー。また、元子役の女優キャロル・ニュージェント（英語版）と結婚、後に2子をもうける。
- 1963年、『Twilight of Honor』での演技が評価され、第36回アカデミー賞で助演男優賞にノミネートされた[3][2]。
- 1965年、東宝に招かれ、『フランケンシュタイン対地底怪獣』、『怪獣大戦争』に出演[2]。
- 1967年、再来日し、『国際秘密警察 絶体絶命』に出演。しかし、本国では低予算のB級映画への仕事が続き、思い悩んでいたという。
- 1968年2月7日、錠剤の過量摂取によって死亡（36歳）。過失によるか自殺か意見は分かれる。

## 人物・エピソード
- 高校時代、メジャーリーグのセントルイス・カージナルスにマイナー契約を持ちかけられるが、薄給を理由に断っている。
- 映画界で同期のジェームズ・ディーン[注釈 2]、エルビス・プレスリーとは、大の親友として知られる。ハリウッドでは、彼らとは同性愛関係にあったのではないかとの説が根強く囁かれている[要出典]。

### 日本映画でのエピソード
- 日本では、『フランケンシュタイン対地底怪獣』などの特撮映画への出演で特に知られる[2][4]。当時の「東宝新聞」[要文献特定詳細情報]では来日した彼について、「よく肥っており、明るい性格」とされ、撮影所では「ミフネ（三船敏郎）に会うのが夢だ」として、撮影所内を歩き回る姿が報じられている。日本語は出来なかったが[6]、本多猪四郎監督も、「非常に勘がよく、演出しやすい俳優だった」と述懐している。『怪獣大戦争』で日本語吹き替えがつけられる際には、共演者の土屋嘉男に三船が声を当てるよう頼んだという[7]。
- 同列のSF映画で日本に招かれたラス・タンブリンやジョゼフ・コットンなどのハリウッド俳優らが日本人スタッフと交わろうとせずに反発を受けたのに対し、ニックは積極的に交流を図り、共演者らにも人気があった[7][4][注釈 3]。日本文化にも興味を示し、日本食も進んで口にした。ダイエット中と言いながら日本食を食べまくっていたといい、ズボンのサイズが合わなくなり、『怪獣大戦争』の劇中で何度もズボンを引っ張り挙げる仕草が見られる。『フランケンシュタイン対地底怪獣』のロケでは、昼食を抜いてコーヒー1杯だけで済ませていたが、撮影中に倒れてしまい、その後豚汁を美味そうにすすっていたという[7]。
- 『怪獣大戦争』の際には、妻帯者であるにもかかわらず水野久美に映画の役柄そのままに「妻とは離婚するから、結婚しよう」としつこく迫ったという[7][9][10][注釈 4]。当時ニックは離婚協議の泥仕合の最中であり、後に娘のアリソンは、このことが帰国後、父の離婚の原因のひとつになったとコメントしている[要出典]。水野は、ニックについてラブシーンに慣れており、自然な雰囲気作りが上手かったと評している[11]。
- 『怪獣大戦争』の宣材写真では、ゴジラや共演者（水野久美ら）と共に「シェー」のポーズをとっている[12]。
- 土屋嘉男とは特に息が合い[4]、土屋からは女性に対しての挨拶として「もうかりまっか?」、朝の挨拶として「ああ、腹減ったなあ」などの日本語を冗談で教えられ、あちこちでこれを使っていたという[6][13]。他の共演者らはニックが片言の日本語で場を和ませていたと述懐している[14][15]。離日時には土屋からサインを貰い、「大事に家に飾っておくよ」と約束した。土屋は本気にしていなかったが、数年後、田中友幸が訪米した際にニックの自宅を訪ねたところ、本当に飾ってあったという[6][13]。
- 『怪獣大戦争』で共演した宝田明も、ニックを新宿へ遊びに連れて行っており、ニックの帰国後に映画『南太平洋』のスコアを送ってもらうなど交流があったという[16]。撮影では、それぞれ自国語を用いていたが、脚本の内容が頭に入っており、動きを合わせるだけで苦労はなかったという[17]。
- ゴジラのスーツアクターを務めた中島春雄は、ニックから記念硬貨を貰い、後年でも持っていると語っていた[14]。
- 書籍『ゴジラ大百科 [メカゴジラ編]』では、ニックの存在が東宝怪獣映画に国際色とユーモア感覚を与えたと評している[18]。

## 主な出演作品

### 映画
- 理由なき反抗 Rebel Without a Cause（1955年）
- ピクニック Picnic　（1955年）※キネマ旬報ベストテン第3位
- 襲われた幌馬車　The Last Wagon （1956年）
- 先生のお気に入り Teacher's Pet（1958年)
- 夜を楽しく Pillow Talk（1959年）
- 突撃隊 Hell Is For Heroes（1962年）
- Twilight of Honor（1963年）
- フランケンシュタイン対地底怪獣（1965年） - ジェームス・ボーエン 役[3][18][5]（吹き替え：納谷悟朗[4]）
- 襲い狂う呪い Die Monster Die!（1965年） - スティーブン・ラインハルト役
- 怪獣大戦争（1965年） - グレン 役[3][18][5]（吹き替え：納谷悟朗[4]）
- 国際秘密警察 絶体絶命（1967年） - ジョン・カーター 役

### テレビドラマ
- アウター・リミッツ 第27話「宇宙の決闘」（1963年?） - マイク・ベンソン役
- ワイルド・ワイルド・ウエスト（1966年 - 1968年）
- コンバット!（第147話「怪しい兵隊」The Masquers） - 脱走兵マーティ・ロバーツ役

### テレビ番組
- ディズニーランド（1967）